# Dorcadion complanatum
Dorcadion complanatum là một loài bọ cánh cứng trong họ Cerambycidae.